# Гіяс ад-дін Махмуд-шах
Гіяс ад-дін Махмуд-шах (перс. غیاث الدین محمود شاه, бенг. গিয়াসউদ্দীন মাহমুদ শাহ; д/н —1538) — султан Бенгалії у 1533—1538 роках. Відомий також як Махмуд-шах III.

## Життєпис
Походив з династії Хусейн-шахів. Син султана Ала ад-діна Хусейн-шаха. 1533 року повалив свого небожа — султана Ала ад-діна Фіруз-шаха II, захопивши владу. У відповідь стикнувся з заколотами валі (намінсиків) Худа Бахш Хана в східній Бенгалії та Махдума Алама в Хаджіпурі, які було зі складнощами придушено.
Намагався продовжити політику попередника з підкорення династії Куч в Каматі та Ахом, але не досяг міцного успіху. 1534 року уклав договір з португальцями, дозволивши їм створити факторії у Хуглі. Натомість разом з ними рушив на відвоювання Читтагонгу, який був захоплено в Мінбіна, володаря М'яу-У. Разом з тим надав притулок Джалал-хана Лохані, що втік з Біхару. 1534 року відправив військо для відновлення влади Джалал-хана в його джаґірі, але загарбник — Шер-хан Сурі — розбив бенгальсько-лоханійські війська біля Сураджгарха на березі річки Кіул.
1535 року спільно з португальцями військо султана взяло в облогу Мінбін в його столиці. Проте поразка португальського загону змінила ситуацію. Водночас бенгальське військо було відволічено вторгненням Шер-хана Сурі, субадара (намісника) Біхару, який захопив землі до самого Бхагалпура
1536 року в битві на перевалі Теліагархі за допомогою португальців вдалося зупинити наступ Шер-хана Сурі. 1537 року, коли останній підняв повстання проти могольського падишаха Хумаюна, султан Гіяс ад-дін Махмуд-шах звернувся до того щодо спільних дій проти Сурі, але моголи воювалив цей час в Гуджараті. Того ж року війська Сурі прорвали оборону та вдерлися дов ласне Бенгалії. 6 квітня 1538 рокубенгало-португальске військо зазнало поразки від Шер-шаха, який захпоив столицю Лахнауті, поваливши Махмуд-шаха. Династія Хусейн-шахів припинила своє існування.